# Арцаго д’Адда
Арцаго д’Адда (итал. Arzago d'Adda) — коммуна в Италии, располагается в регионе Ломбардия, в провинции Бергамо.
Население составляет 2779 человек (2008 г.), плотность населения составляет 300 чел./км². Занимает площадь 9 км². Почтовый индекс — 24040. Телефонный код — 0363.
Покровителем коммуны почитается святой Лаврентий, празднование 10 августа.

## Демография
Динамика населения:

## Администрация коммуны
- Официальный сайт: http://www.comune.arzago.bg.it/